# Antarchaea pyralomima
Antarchaea pyralomima is een vlinder uit de familie van de spinneruilen (Erebidae). De wetenschappelijke naam van de soort is voor het eerst geldig gepubliceerd in 1962 door Wiltshire.